# Лаврентьев, Сергей Александрович
Сергей Александрович Лаврентьев (род. 9 августа 1954, Орёл) — советский и российский киновед, кинокритик и педагог.

## Биография
Родился 9 августа 1954 года в Орле. Ещё в детстве решил связать свою жизнь с кинематографом. С 1968 года регулярно ходил в кино и смотрел всё, что показывали в кинотеатрах родного города.
В 1971—1975 годах учился на актёрском факультете Свердловского театрального училища. В 1975—1977 годах работал в Нижнетагильском драматическом театре им. Мамина Сибиряка. В 1977 году поступил на киноведческий факультет ВГИКа (мастерская Евгения Суркова, Лилии Маматовой), который окончил в 1982 году.
Работал научным сотрудником кинотеатра «Иллюзион» Госфильмофонда СССР; научным сотрудником Всесоюзного научно-исследовательского института киноискусства; редактором-консультантом телеканала «Останкино»; главным редактором прокатной фирмы «Скип-фильм»; редактором-консультантом службы кинопоказа телеканала ТВ-6. Был ведущим, затем консультантом передачи «Парад фестивалей» (1993—1994, «Останкино»); соавтором сценария и ведущим передачи «Киномарафон» (1995—1996, РТР).
В разные годы работал директором программ международных кинофестивалей «Кинотавр», «Лики любви» (1999—2005), «Зеркало» имени Тарковского (2007—2010, 2024), «Восток & Запад. Классика и Авангард» (2008—2016). С 2007 по 2017 год — председатель отборочной комиссии, с 2018 по 2019 год — программный директор Казанского международного кинофестиваля. С 2010 по 2023 год — программный директор и художественный руководитель Чебоксарского международного кинофестиваля.
С 2022 года — член отборочной комиссии Московского международного кинофестиваля.
С 2024 года — помощник директора департамента по связям с общественностью Госфильмофонда России.
Публикуется с 1980 года. Автор ряда статей по вопросам кино в журналах «Искусство кино», «Советский экран», «Сеанс», в газетах «Экран и сцена», «Литературная газета», «Независимая газета», «Московский комсомолец». Написал книги «Клинт Иствуд» (2001), «Красный вестерн» (2009), «О Шмидте. Из России с любовью» (Загреб, 2016).
Преподавал историю кино в Московском университете «Синергия» и Московском институте телевидения и радиовещания «Останкино» (МИТРО).
Снимался в фильмах «Бумажные глаза Пришвина» (1989), «Киногласность» (1991), «Концерт для крысы» (1995), «Специалист» (2009), «Жар-птица» (2021).
Академик Российской академии киноискусства «Ника», член Российского оскаровского комитета (2002—2012).